# Dictyna varians
Dictyna varians là một loài nhện trong họ Dictynidae.
Loài này thuộc chi Dictyna. Dictyna varians được miêu tả năm 1952 bởi Spassky.